# 4 de 8 amb l'agulla

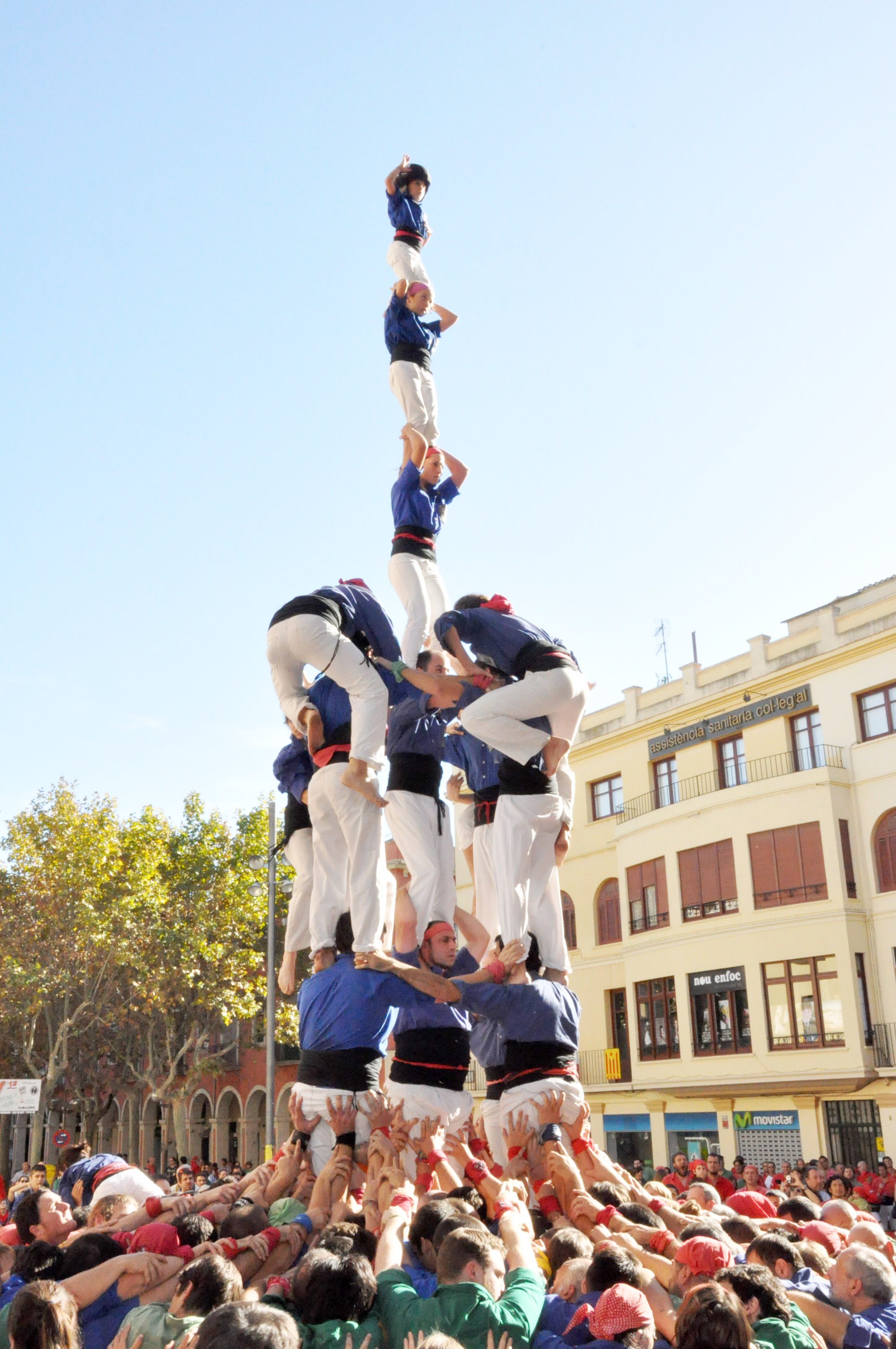
4 de 8 amb l'agulla dels Castellers de la Vila de Gràcia.

El 4 de 8 amb l'agulla, també anomenat 4 de 8 amb el pilar al mig, és un castell de 8 pisos d'alçada i 4 castellers per pis, que en descarregar-se deixa al descobert un pilar de 6 pisos. L'estructura d'aquest castell és més oberta que la d'un 4 de 8 per tal que el pilar tingui espai a l'interior del castell. Una vegada l'enxaneta fa l'aleta al 4 i comença a baixar del castell, l'acotxador o la mateixa enxaneta (és indiferent) entra al pilar com a enxaneta. Com la resta de castells amb el pilar, només es considera carregat quan el pilar complert resta sobre la pinya, és a dir, quan l'estructura del 4 s'ha desmuntat.
Encara que l'estructura amb el pilar és característica dels castells de 4, també s'ha provat encabir-la als castells de 3, com el 3 de 6 amb l'agulla, el 3 de 7 amb l'agulla, el 3 de 8 amb l'agulla o el 3 de 9 amb folre i l'agulla.

## Història
És una construcció que s'havia assolit en la primera època d'or dels castells (1851-1889). El primer intent d'aquest castell al segle xx el va realitzar la Colla Vella dels Xiquets de Valls en el concurs de castells de Tarragona de 1970, en un intent desesperat no assajat per guanyar aquell concurs. El castell es trencà pel quatre amb acotxador col·locat, i és que tot i que la Vella havia carregat el pilar de sis i de set només havia descarregat 5 quatres de vuit en la seva història moderna.
No es tornà a veure fins al concurs de castells de Tarragona de 1982, aquesta vegada propiciat per un canvi en la normativa que facilitava la consecució del castell, ja que es considerava carregat quan restava l'enxaneta al mig fent l'aleta i els dosos es deixaven anar de les mans. L'intent realitzat per la Colla Joves Xiquets de Valls en aquest concurs desfermà la polèmica. Mentre que ells defensaven que s'havia carregat perquè s'havia assolit el que marcaven les normes, altres colles consideraven que estava incorrectament efectuat perquè una vegada deixats anar els dosos, el pilar del mig es va abalançar sobre l'estructura exterior formant un garbuix que va fer que es desmuntés el castell com es va poder. El jurat va donar suport la posició rosada i va considerar que el castell no s'havia carregat cosa que va comportar que els vermells abandonessin el concurs. Sigui com sigui a part d'aquest, la mateixa Colla Joves Xiquets de Valls en carregà tres més segons aquelles normes del concurs per un de la Colla Vella. Però entre l'abandó que patia l'estructura del pilar i poder una mica de manca de pressa a la sortida dels segons no s'arribà a deixar sol el pilar central.
El primer 4 de 8 amb el pilar del segle xx, carregat i descarregat de la manera tradicional, és a dir, carregat quan tot el tronc extern s'ha desmuntat i queda el pilar al centre, va arribar el 8 d'octubre de 1995 a Gelida gràcies al nou domini dels pilars per part dels Castellers de Vilafranca. Es dona la circumstància que tan sols un mes després d'estrenar-lo carregaven el de nou.

## Colles
Actualment hi ha 14 colles castelleres que han assolit el 4 de 8 amb el pilar, i 13 d'elles l'han descarregat. La taula següent mostra la data, diada i plaça en què les colles el carregaren i/o descarregaren per primera vegada en el segle xx o xxi:
| Núm. | Colla                             | Carregat               | Diada                             | Plaça                                                    | Descarregat            | Diada                                         | Plaça                                    |
| ---- | --------------------------------- | ---------------------- | --------------------------------- | -------------------------------------------------------- | ---------------------- | --------------------------------------------- | ---------------------------------------- |
| 1    | Castellers de Vilafranca          | 8 d'octubre de 1995    | Trobada de Colles del Penedès     | Gelida                                                   | 8 d'octubre de 1995    | Trobada de Colles del Penedès                 | Gelida                                   |
| 2    | Colla Vella dels Xiquets de Valls | 5 de novembre de 1995  | Fira de Vila-rodona               | Plaça dels Arbres, Vila-rodona                           | 4 d'agost de 1997      | Firagost                                      | Plaça del Blat de Valls                  |
| 3    | Colla Jove Xiquets de Tarragona   | 19 d'agost de 1997     | Diada de Sant Magí                | Plaça de les Cols, Tarragona                             | 23 de setembre de 1997 | Diada de Santa Tecla                          | Plaça de la Font, Tarragona              |
| 4    | Xiquets de Tarragona              | 23 de setembre de 1997 | Diada de Santa Tecla              | Plaça de la Font, Tarragona                              | 18 d'octubre de 2014   | Diada final temporada de Xiquets de Tarragona | Plaça del Rei, Tarragona                 |
| 5    | Colla Joves Xiquets de Valls      | 24 de juny de 1998     | Diada de Sant Joan                | Plaça del Blat, Valls                                    | 18 d'octubre de 1998   | Diada de Santa Teresa                         | Plaça Vella, El Vendrell                 |
| 6    | Minyons de Terrassa               | 6 de setembre de 1998  | Festa Major de Sabadell           | Plaça de Sant Roc, Sabadell                              | 17 d'octubre de 1998   | Diada dels Xicots de Vilafranca               | Plaça de la Vila, Vilafranca del Penedès |
| 7    | Bordegassos de Vilanova           | 25 de juliol de 1999   | Diada de les Santes               | Plaça de Santa Anna, Mataró                              | 25 de juliol de 1999   | Diada de les Santes                           | Plaça de Santa Anna, Mataró              |
| 8    | Capgrossos de Mataró              | 6 de novembre de 2005  | Diada dels Capgrossos de Mataró   | Plaça de Santa Anna, Mataró                              | 6 de novembre de 2005  | Diada dels Capgrossos de Mataró               | Plaça de Santa Anna, Mataró              |
| 9    | Castellers de Barcelona           | 9 de novembre de 2008  | Festa Major del Clot              | Plaça de Valentí Almirall, El Clot, Barcelona            | 27 de setembre de 2009 | Diada de la Mercè                             | Plaça de Sant Jaume, Barcelona           |
| 10   | Castellers de la Vila de Gràcia   | 30 de juny de 2013     | Festa Major del Camp d'en Grassot | Passeig de Sant Joan amb c. Indústria, Gràcia, Barcelona | 27 d'octubre de 2013   | Diada del Roser                               | Plaça de la Vila, Vilafranca del Penedès |
| 11   | Castellers de Sants               | 6 d'octubre de 2013    | Festa Major de Les Corts          | Plaça Comas, Les Corts, Barcelona                        | 6 d'octubre de 2013    | Festa Major de Les Corts                      | Plaça Comas, Les Corts, Barcelona        |
| 12   | Nens del Vendrell                 | 11 d'octubre de 2015   | Fira de Santa Teresa              | Plaça Vella, El Vendrell                                 | 11 d'octubre de 2015   | Fira de Santa Teresa                          | Plaça Vella, El Vendrell                 |
| 13   | Xiquets de Reus                   | 27 de juliol de 2017   | Diada de Santa Anna               | Plaça de la Farinera, Reus                               | No descarregat.        | No descarregat.                               | No descarregat.                          |
| 14   | Moixiganguers d'Igualada          | 21 d'octubre de 2023   | Diada de la Colla                 | Plaça de l'Ajuntament, Igualada                          | 21 d'octubre de 2023   | Diada de la Colla                             | Plaça de l'Ajuntament, Igualada          |
| 15   | Marrecs de Salt                   | 27 d'octubre de 2024   | Diada de Sant Narcís              | Plaça del Vi, Girona                                     | No descarregat         | No descarregat                                | No descarregat                           |

També hi ha una colla que ha intentat sense èxit el 4 de 8 amb l'agulla: 
| Núm. | Colla                | Intent              | Diada                                                               | Plaça                    |
| ---- | -------------------- | ------------------- | ------------------------------------------------------------------- | ------------------------ |
| 1    | Xicots de Vilafranca | 8 d'octubre de 2017 | Diada de Final de Temporada dels Castellers de Sant Pere i Sant Pau | Pla de la Seu, Tarragona |